# Nhà Thương
Nhà Thương (tiếng Trung: 商朝; Hán-Việt: Thương triều; bính âm: Shāng cháo) hay nhà Ân (tiếng Trung: 殷代; Hán-Việt: Ân đại; bính âm: Yīn dài), Ân Thương (chữ Hán: 殷商, bính âm: Yīn shāng) là triều đại ở thung lũng sông Hoàng Hà và là triều đại đầu tiên đã được xác nhận rõ ràng về mặt lịch sử của Trung Quốc (theo sử sách Trung Quốc thì trước Nhà Thương đã có nhà Hạ, nhưng hiện chưa tìm được bằng chứng khảo cổ (văn tự, di tích, lăng mộ...) đủ để xác nhận rõ ràng về sự tồn tại của nhà Hạ). Theo biên niên sử dựa trên các tính toán của Lưu Hâm thì nhà Thương trị vì từ khoảng năm 1766 TCN tới khoảng năm 1122 TCN, tuy nhiên theo biên niên sử dựa theo Trúc thư kỉ niên thì khoảng thời gian này là 1556 TCN tới 1046 TCN. Các kết quả của Hạ Thương Chu đoạn đại công trình  coi khoảng thời gian này là từ 1600 TCN tới 1046 TCN.

## Thành lập
Theo ghi chép trong lịch sử, nhà Thương tiếp nối sau triều đại có tính huyền thoại là nhà Hạ (triều đại cần khảo chứng thêm) và trước nhà Chu. Triều đại này trước sau có 30 đời vua trị vì, bắt đầu từ vua Thành Thang và kết thúc ở vua Trụ. Nhà Thương bắt đầu nổi lên từ phía Tây châu thổ sông Vị. Bằng vũ lực, nhà Thương thống nhất vùng đồng bằng phía bắc Trung Quốc, xây dựng chế độ theo hình thức phong kiến phân quyền: các chư hầu đều có sự độc lập nhất định trong việc quản lý và cai trị vương quốc của mình, nhà vua sẽ có trách nhiệm trực tiếp đối với các chư hầu lớn, và các chư hầu lớn sẽ lại có trách nhiệm trực tiếp đối với các chư hầu nhỏ. Các chư hầu đều phải tuân thủ nghĩa vụ đóng thuế, tiến cống và các nghĩa vụ của bậc quân thần theo quy định.

## Lãnh thổ
Sử Trung Hoa bắt đầu được ghi chép thành văn từ thời nhà Thương, và những điều chép đó đúng với kết quả các công trình khai quật. Tới 1964, người ta đã in và công bố 41.000 hình khắc giáp cốt văn, và 3000 chữ khắc thời đó.
Văn minh đời Thương đã đạt mức cao của thời đại đồ đồng, nhưng nhà Thương thành lập trong hoàn cảnh nào, dân Trung Hoa từ văn minh nhà Hạ chuyển qua văn minh nhà Thương ra sao thì vẫn còn thiếu nhiều tài liệu.
Các bộ sử đời sau chỉ biết đại khái rằng: vua Thành Thang sau khi diệt vua Kiệt nhà Hạ, khai sáng nhà Thương, quy tụ được nhiều bộ lạc và đất đai nhà Thương gồm các tỉnh Sơn Tây, Sơn Đông, Hà Bắc, Hà Nam ngày nay.
Kinh đô mới đầu ở đất Bạc, sau bị các dân tộc du mục ở phía Tây lấn, phải dời chỗ 7 lần, lần cuối cùng tới Ân Khư (khư nghĩa là đồi) ở phía Đông, gần An Dương, đổi quốc hiệu là Ân.
Nhà Thương gồm tất cả 30 đời vua (theo các giáp cốt), gần đúng với Sử ký Tư Mã Thiên, chỉ khác có 5 ông. Mười ba vua đầu thường là anh truyền ngôi cho em cùng mẹ, hiếm lắm mới có trường hợp cha truyền cho con. Nhưng đến bốn đời vua cuối thì đều truyền tử và từ đó thành lệ cho tất cả các triều đại sau.
Sử chép thời đó có tới ngàn chư hầu; có lẽ chỉ một số ít ở gần kinh đô mới trực thuộc nhà Thương, còn ở xa kinh đô thì là những bộ lạc tương đối độc lập. Đó là nguồn gốc của chế độ phong kiến phân quyền sẽ thấy phát triển ở đầu nhà Chu rồi suy tàn ở cuối thời đó.
Thành thị nhà Thương còn khá nhỏ. An Dương, kinh thành lớn nhất đời nhà Thương và cũng là thủ đô, có chu vi cung điện chỉ có 800 mét. Cung điện của nhà vua hướng về phía Nam, gồm ba điện (minh đường), điện nào cũng cất bằng gỗ, nóc có hai mái. Một điện ở giữa là chỗ họp triều đình, phía Đông điện đó là nhà thái miếu, thờ tổ tiên nhà vua; phía Tây là nơi thờ thần Xã Tắc. Ở phía Bắc cung điện, dựng một cái chợ; phía Nam dành cho các triều thần, và một số thợ thủ công chế tạo vũ khí, chiến xa, các đồ tự khí bằng đồng... Đồ đồng thời nhà Thương đã đạt độ tinh xảo hạng nhất thế giới khi đó.

## Khí hậu
Vào thời nhà Thương vùng Trung Nguyên có khí hậu ấm áp hơn ngày nay, thích hợp cho các loài động vật nhiệt đới và á nhiệt đới sinh sống. Người ta đã đào được nhiều xương và văn khắc có nhắc đến các loài động vật nhiệt đới và á nhiệt đới như trâu, voi, tê, báo, linh dương, lợn vòi vân vân cho thấy vào thời nhà Thương chúng đã từng sống tại đây. Nhờ có nguồn cung cấp ngà voi dồi dào nên Trung Quốc thời nhà Thương có nghề chạm khắc ngà voi phát triển. Người ta đã khai quật được tại Trung Nguyên nhiều đồ vật thời nhà Thương làm bằng ngà voi.

## Tôn giáo, thời huy hoàng
Kinh đô của nhà Thương lúc đầu đóng ở đất Bạc nay thuộc huyện Thương Khâu, tỉnh Hà Nam của Trung Quốc. Do việc trị thủy thời đó còn hạn chế, lũ lụt, thiên tai thường xuyên xảy ra, vì vậy phải thiên đô nhiều lần. Tới đời vua Bàn Canh (1401 - 1374 TCN), khoảng năm 1384 TCN nhà Thương đã chuyển kinh đô về đất Ân và từ đó ổn định ở nơi này. Vì vậy, nhà Thương còn được gọi là nhà Ân.
Hai nét căn bản của xã hội đời Thương là: 
- Mới đầu theo chế độ mẫu hệ cho nên vua chết thì truyền ngôi cho em cùng mẹ, rồi tới cuối theo chế độ phụ hệ, truyền ngôi cho con.
- Tôn giáo đa thần: thần sông, núi, mưa, gió, sấm... nhất là thần sinh sản (fécondité). Cao hơn hết là Thượng đế, hình người, tạo ra người và vạn vật; rồi tới thần Đất, hình một người đàn bà, sinh ra và nuôi vạn vật.

Để cho đất sản xuất được nhiều, mùa màng trúng, người ta tế lễ và giết người, súc vật trong mỗi buổi tế. Các công trình khai quật ở An Dương từ 1950 chứng tỏ rằng số người bị tuẫn táng rất lớn, nhất là khi chôn cất nhà vua. Có một ngôi mộ, người ta khai quật được ở chung quanh trên 300 bộ xương người, có bộ được toàn vẹn, có bộ bị chặt đầu. Những bộ xương đó có thể là của hoàng hậu, cung phi, tướng quân, các hầu cận, vệ binh, người đánh xe, v.v. Tục đó duy trì rất lâu, mãi đến thời nhà Hán mới gần hết; và người ta thay tuẫn táng người bằng những hình nộm đan bằng tre, hay những tượng lớn như người thật bằng đá, gỗ hay đất nung; sau cùng bằng những hình nhỏ bằng đất nung và những đồ vàng giấy (đồ vàng mã) đốt trong đám táng. Tục đốt hàng mã đó, ngày nay ở các nước Đông Á vẫn còn.
Lúc này bên cạnh các vua nhà Thương có nhiều lãnh chúa và quý tộc. Một trò giải trí thường ngày của họ là tổ chức các cuộc đi săn. Vua và quý tộc ở tại những ngôi nhà lộng lẫy với tường bằng đất nện hay gạch bằng đất nung trong khi những người dân thường tiếp tục sống trong những ngôi nhà hầm như hồi sơ khai. Vị vua nhà Thương là vị chủ tế cao nhất, và ông ta có một bộ máy hành chính quan lại, gồm các vị quan, các vị chủ tế cấp thấp hơn và những người coi việc bói. Cũng giống như những nền văn minh dựa trên chiến tranh khác, họ cũng bắt nô lệ, những người nô lệ phải lao động và trồng cấy. Phụ nữ trong nền văn minh nhà Thương phụ thuộc vào đàn ông, những người phụ nữ quý tộc có nhiều tự do và bình đẳng hơn so với phụ nữ thường dân.
Trong triều đại nhà Thương, nền văn minh dọc sông Hoàng Hà đã đào những con ngòi dẫn nước tưới mùa màng. Các cộng đồng đã có rãnh thoát nước ra ngoài thành phố. Họ biết sản xuất bia từ kê. Họ mở rộng thương mại và sử dụng tiền dưới dạng vỏ ốc. Các thương gia đời Thương buôn bán muối, sắt, đồng, thiếc, chì và antimon, một số thứ trong số chúng được nhập khẩu từ các nước xa xôi. Tới đầu năm 1300 TCN một nền công nghệ đúc đồng đã phát triển. Công nghệ đúc đồng này muộn hơn so với châu Âu và Tây Á nhưng lại phát triển nhất trên thế giới.

## Chữ viết
Khoảng năm 1300 trước Công Nguyên chữ viết đầu tiên được biết đã xuất hiện ở nền văn minh nhà Thương - họ đã phát triển chữ viết có hơn ba nghìn ký tự, một phần là tượng hình và một phần là tượng thanh (ngữ âm – phonetic). Loại chữ viết này được thể hiện trên những phần xương phẳng của gia súc hay xương hươu, trên vỏ sò và mai rùa và có lẽ trên cả gỗ. Chúng là những đoạn ghi chép liên quan đến việc bói toán tương lai. Bằng cách chọc một cái que nóng vào một cái xương hay vỏ sò, vật đó sẽ nứt ra, và những đường nứt biểu tượng cho các chữ cái sẽ cho biết câu trả lời cho rất nhiều câu hỏi: thời tiết sẽ thế nào, có xảy ra lũ lụt không, sẽ được mùa hay mất mùa, khi nào là thời gian thích hợp nhất để săn bắn và đánh cá, các câu hỏi về sức khoẻ hay thậm chí về thời điểm thích hợp để xuất hành.
Người dân dưới nền văn minh Thương dường như cũng có sự thúc đẩy tôn giáo giống như những dân tộc khác. Họ coi các hiện tượng thiên nhiên là do nhiều vị thần sử dụng ma lực tạo ra, các vị thần được gọi là quỷ thần (Kuei-shen), một từ miêu tả ma quỷ hay linh hồn. Họ có một vị thần mà họ cho rằng làm ra mưa. Họ có một vị thần sấm và một vị thần cho mỗi quả núi, con sông và cánh rừng. Họ có một vị nữ thần của Mặt Trời, một nữ thần Mặt Trăng và một thần gió. Giống như các dân tộc trồng cấy khác, họ có một vị thần của sự phì nhiêu, màu mỡ. Họ tin rằng một vị thần cao cấp nhất ngự trị ở trung tâm thiên đường và trao thưởng cho những người có đạo đức tốt. Và các vị thần của họ có những khuôn mặt giống người châu Á hơn người châu Âu.
Giống như các thầy tế ở Tây Á, các thầy tế của nhà Thương cũng hiến tế cho các vị thần của họ, đút lót cho họ, tin rằng các vị thần sẽ tạo ra sự rộng lượng, nhân từ hay cái xấu xa phép thuật. Việc lũ lụt xảy ra thường xuyên cũng như những tai ương khác khiến người dân nhà Thương tin rằng một số vị thần là tốt và một số khác làm điều xấu. Và họ tin rằng một vị thần xấu làm người ta đi sai đường và ăn thịt người.

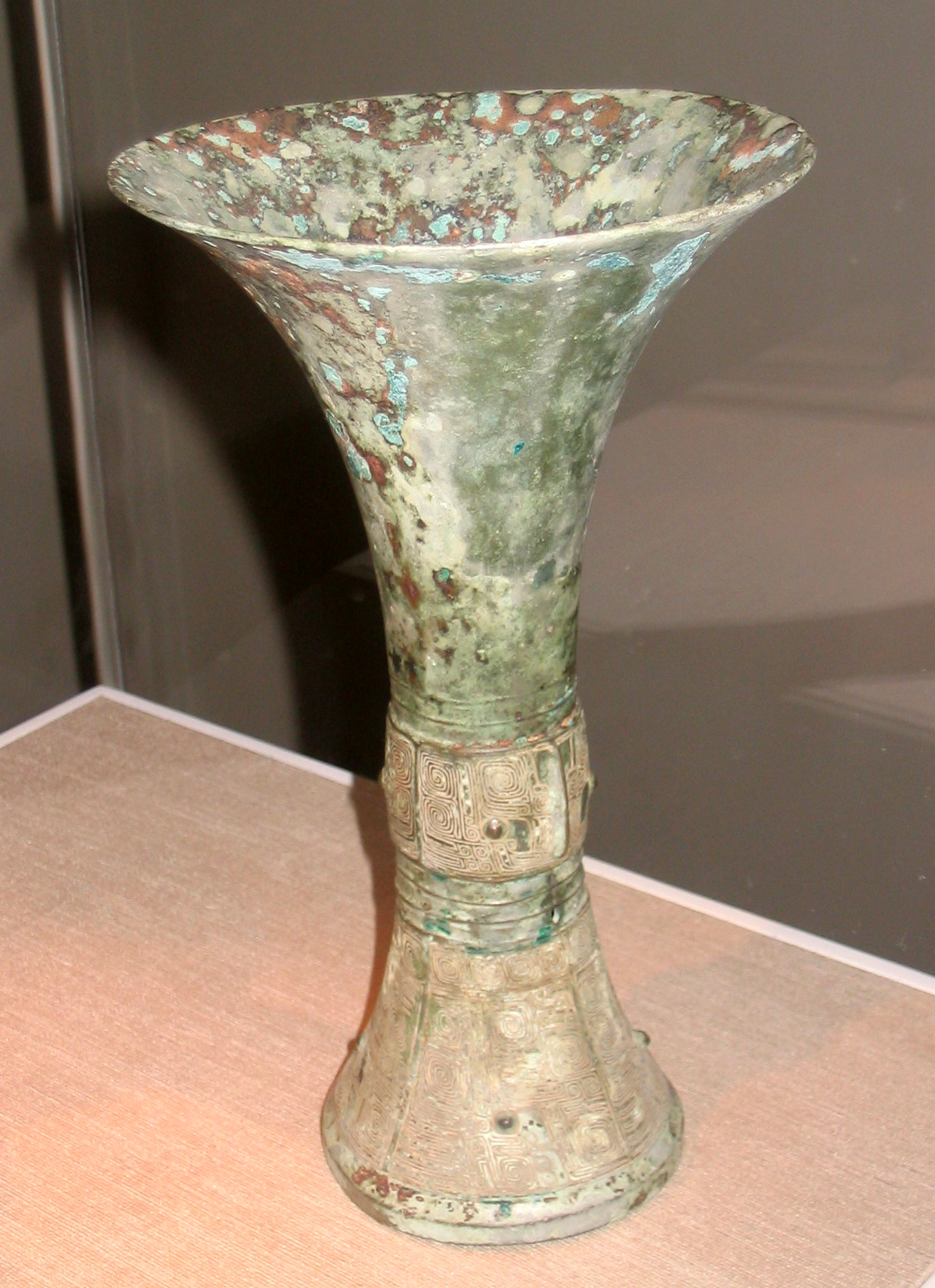
Chiếc bình bằng đồng dùng trong tế lễ này, có niên đại từ thời Nhà Thương ở thế kỷ thứ 13 TCN, hiện được cất giữ tại Arthur M. Sackler Gallery thuộc Viện Smithsonian

Người dân nhà Thương tin vào một thiên đường không nhìn thấy được mà con người sẽ được lên đó sau khi họ chết. Nhà Thương nói với thần dân của họ rằng thiên đường là nơi mà các vị vua triều đại trước của họ đang trú ngụ. Các nhà quý tộc rất quan tâm đến địa vị của mình và thường kiêu hãnh về nguồn gốc tổ tiên. Họ lưu giữ các bản gia phả dòng họ và coi tổ tiên là thần thánh có nguồn gốc từ một loài vật nào đó – các vị thần trở thành biểu tượng của dòng họ như những vật tổ tương tự với các dân tộc ở châu Mỹ. Người dân thường, trái lại, không có họ và phả hệ và không tham dự vào sự thờ phụng tổ tiên.
Các nhà quý tộc tin rằng con người có một linh hồn được tạo ra từ khi thụ thai. Họ tin rằng linh hồn đó vừa vẫn cư trú trong thân người sau khi chết vừa đi lên một thế giới không nhìn thấy được nơi các linh hồn người chết trú ngụ. Các nhà quý tộc tin rằng ở thế giới vô hình đó tổ tiên của họ sống trong triều đình của các vị thần và có quyền lực hướng dẫn và giúp đỡ con cháu trong hiện tại. Quý tộc coi tổ tiên cũng cần được ăn uống. Ở nơi mồ mả họ dâng thức ăn và rượu cho những người thân và tổ tiên đã qua đời - một lễ nghi mà chỉ đàn ông mới được phép tiến hành, điều này khiến họ rất cần sinh con trai trong gia đình. Họ tin rằng nếu việc thờ cúng bị gián đoạn, các linh hồn sẽ biến mất và các linh hồn chết đói, để trả thù, sẽ biến thành quỷ. Khi một vị quý tộc muốn có đặc ân từ tổ tiên, ngoài việc dâng cúng ông ta còn phải hiến tế súc vật. Nếu một vị vua muốn có đặc ân từ chúa trời, ông ta sẽ hiến tế bằng con người.

## Quân sự
Những lăng mộ vua nhà Thương được khai quật cho thấy họ có thể đưa ra trận từ ba đến năm nghìn binh lính. Các đồ vật chôn theo vua được tìm thấy là các đồ trang sức cá nhân và những cái giáo mũi đồng và những phần còn lại của những cái cung và mũi tên. Ngựa và xe ngựa cũng được chôn cùng với vua để chở lính ra trận. Và khi vị vua chết, người đánh xe, chó, người hầu và những nhóm mười người - những người bị chặt đầu trong lễ bái bằng rìu đồng cũng bị chôn cùng với vua.
Khoảng giữa đời Thương, người Trung Hoa bắt đầu nuôi ngựa. Có ngựa rồi thì có chiến xa, chiến thuật đánh trận thay đổi hẳn. Chiến xa của Trung Hoa có nhiều liên quan với chiến xa của các nước Tây Á, có thể là từ các dân tộc Ấn-Âu cổ đại truyền sang. Không rõ chiến xa cuối đời Thương ra sao, nhưng chắc cũng không khác mấy so với chiếc xe đời Chu: Xe có hai bánh, một thùng xe hẹp, ngắn, bịt ở phía trước, mở ở phía sau. Phía trước có một cái gọng. Mỗi xa có bốn con ngựa, người đánh xe ngồi ở giữa cầm cương, bên trái là một chiến sĩ cầm cung, bên phải là một chiến sĩ cầm thương. Ngựa và ba người trên chiến xa đều mặc áo giáp bằng da thú. Có ba chiếc mộc bằng gỗ nhẹ đặt ở phía trước xe che chở cho ba người trên xe. Mỗi người còn đeo thêm một chiếc mộc. Thêm một vài khí giới nữa đặt ở tầm tay người cầm thương: vũ khí cán dài có mác, đinh ba bằng kim thuộc để móc, đâm quân địch. Người đánh xe và chiến sĩ đều ở giai cấp thượng lưu. Lính là thường dân, đi bộ, để chiến sĩ sai bảo: đào đất, bắc cầu, chăn ngựa, đốn cây, kiếm củi... Họ không dự chiến, chỉ đứng ở xa hỗ trợ.

## Diệt vong
Vua thứ 30 nhà Thương là Trụ Vương hoang dâm vô đạo, bạo ngược tàn ác, mất lòng nhân dân và các chư hầu.
Bộ tộc Chu ở sông Vị có lãnh chúa là Tây Bá Cơ Xương tài đức vẹn toàn, ngoài ra còn có tiềm lực về quân sự và kinh tế hùng mạnh nhất trong các chư hầu. Trụ Vương nhiều lần đã phái quân tướng triều đình tây chinh để trừ hậu họa nhưng không thành. Tây Bá Cơ Xương dù biết Trụ Vương vô đạo nhưng vẫn một mực giữ lòng trung, không khởi binh tướng xâm phạm. Cơ Xương mất truyền ngôi cho con trưởng, sau đó ngôi Vương được truyền lại cho người em Cơ Phát. Sau nhiều lần dẹp tan quân xâm lược, Cơ Phát đã tập hợp chư hầu đi đánh Trụ Vương, cứu muôn dân khỏi cảnh lầm than.
Sau khi lấy được 5 ải biên thùy của nhà Thương, vào khoảng năm 1122 TCN, hai bên quyết chiến ở trận Mục Dã. Quân Trụ Vương tuy đông nhưng binh lính không có tinh thần chiến đấu cho bạo chúa nên nhanh chóng tan rã. Trụ Vương co cụm về hoàng cung, sau đó một mình lên Lộc Đài tự thiêu mà chết. Nhà Thương diệt vong.

## Hậu duệ
Xem chi tiết: Vũ Canh, Tống (nước)
Cơ Phát lên ngôi vua (Chu Vũ Vương), phong cho con Trụ Vương là Vũ Canh ở đất Ân để giữ hương hỏa nhà Thương. Sau khi Vũ Vương chết, con là Thành Vương lên thay còn nhỏ. Vũ Canh thuyết phục được 3 người em Vũ Vương là Quản Thúc, Hoắc Thúc, Sái Thúc nổi loạn chống nhà Chu.
Phụ chính nhà Chu là Chu Công Đán mang quân dẹp loạn, giết Vũ Canh và lập người tông thất khác nhà Thương là Vi Tử Khải làm vua nước Tống. Tống trở thành một chư hầu của nhà Chu, tồn tại đến thời Chiến Quốc, truyền nối được 34 vua thì bị nước Tề diệt (286 TCN).
Một nhánh khác từ nước Tống dời sang nước Lỗ vào đầu thời Xuân Thu đổi làm họ Khổng, cháu 5 đời chính là đức Khổng Phu Tử thủy tổ của Nho giáo. Khổng Phu Tử truyền nối đến ngày nay trực hệ đã đến hơn 80 đời qua hơn 2500 năm có lẻ, con cháu ở rải rác khắp trên thế giới từ Âu sang Á từ Mĩ sang Phi.

## Các vị vua nhà Thương
| Thụy hiệu |              |           |                        | |
| |              |           |                        | |
| Thứ tự | Tên Hán Việt | Tiếng Hán | Thời gian trị vì (năm) | Ghi chú |
| 01 | Thiên Ất     | 天乙      | 29                     | Tên là Thang (湯), Thành Thang (成 唐), Vũ Thang, Đường hay Đại Ất. Vua hiền; lật đổ vua Kiệt (桀) bạo ngược của nhà Hạ (夏) |
| 02 | Ngoại Bính   | 外丙      | 2                      | Con của Thiên Ất |
| 03 | Trọng Nhâm   | 仲壬      | 4                      | Em của Ngoại Bính, con của Thiên Ất |
| 04 | Thái Giáp    | 太甲      | 33                     | Cũng gọi là Tổ Giáp. Con của Thái Đinh - anh Trọng Nhâm và Ngoại Bính |
| 05 | Ốc Đinh      | 沃丁      | 29                     | Con của Thái Giáp |
| 06 | Thái Canh    | 太庚      | 25                     | Em của Ốc Đinh, con của Thái Giáp |
| 07 | Tiểu Giáp    | 小甲      | 36                     | Con của Thái Canh (Ân bản kỷ) hoặc em Thái Canh (Tam Đại thế biểu) |
| 08 | Ung Kỷ       | 雍己      | 12                     | Em của Tiểu Giáp, con của Thái Canh |
| 09 | Thái Mậu     | 太戊      | 75                     | Em của Ung Kỷ, con của Thái Canh |
| 10 | Trọng Đinh   | 仲丁      | 11                     | Con của Thái Mậu |
| 11 | Ngoại Nhâm   | 外壬      | 15                     | Em của Trọng Đinh, con của Thái Mậu |
| 12 | Hà Đản Giáp  | 河亶甲    | 9                      | Em của Ngoại Nhâm, con của Thái Mậu |
| 13 | Tổ Ất        | 祖乙      | 19                     | Con của Hà Đản Giáp |
| 14 | Tổ Tân       | 祖辛      | 16                     | Con của Tổ Ất |
| 15 | Ốc Giáp      | 沃甲      | 25                     | Em của Tổ Tân, con của Tổ Ất |
| 16 | Tổ Đinh      | 祖丁      | 32                     | Con của Tổ Tân, cháu họ Ốc Giáp |
| 17 | Nam Canh     | 南庚      | 25                     | Con của Ốc Giáp, em họ Tổ Đinh |
| 18 | Dương Giáp   | 陽甲      | 7                      | Con của Tổ Đinh, cháu họ Nam Canh |
| 19 | Bàn Canh     | 盤庚      | 28                     | Em của Dương Giáp, con của Tổ Đinh. Nhà Thương chuyển về đất Ân (殷). Thời kỳ từ vua Bàn Canh còn gọi là nhà Ân, là thời kỳ vàng son của nhà Thương. Các chữ viết trên giáp cốt phiến (xương mai rùa) được coi là có niên đại ít nhất là từ thời Bàn Canh. |
| 20 | Tiểu Tân     | 小辛      | 21                     | Em của Bàn Canh, con của Tổ Đinh |
| 21 | Tiểu Ất      | 小乙      | 28                     | Em của Tiểu Tân, con của Tổ Đinh |
| 22 | Vũ Đinh      | 武丁      | 59                     | Con của Tiểu Ất. Vợ là Phụ Hảo, được biết đến như là một nữ chiến binh. |
| 23 | Tổ Canh      | 祖庚      | 7                      | Con của Vũ Đinh |
| 24 | Tổ Giáp      | 祖甲      | 33                     | Em của Tổ Canh, con của Vũ Đinh |
| 25 | Lẫm Tân      | 廩辛      | 6                      | Con của Tổ Giáp |
| 26 | Canh Đinh    | 庚丁      | 21                     | hay Khang Đinh (康丁). Em của Lẫm Tân, con của Tổ Giáp |
| 27 | Vũ Ất        | 武乙      | 4                      | Con của Khang Đinh |
| 28 | Thái Đinh    | 太丁      | 3                      | hay Văn Đinh (文丁). Con của Vũ Ất |
| 29 | Đế Ất        | 帝乙      | 37                     | Con của Thái Đinh |
| 30 | Đế Tân       | 帝辛      | 32                     | Trụ (紂), Trụ Tân (紂辛) hay Trụ Vương (紂王). Cũng có thể thêm "Thương" (商) ở trước các tên gọi này. Con của Đế Ất |
| Lưu ý: 1. Mọi dữ liệu ngày tháng năm chỉ là xấp xỉ (khoảng) cho tới tận năm 841 TCN. Xem thêm bài nhà Chu (1122 TCN - 256 TCN) để có thêm thông tin. 2. Họ, tên thật của các phần lớn các vị vua nhà Thương là không rõ. Các tên gọi trên đây chỉ là thụy hiệu đặt theo sự xuất hiện của Thiên Can. |              |           |                        | |

## Thế phả nhà Thương
|                |                |                |                |                |                |  |  |              |              |              |              |              |              |  |  |               |               |               |               |               |               |  |  | Tử Tiết(1)         |                |                |                |                |                |  |  |                |                |                |                |                |                |  |  |                 |                 |                 |                 |                 |                 |  |  |  |  |  |  |  |  |  |  |  |  |  |  |  |  |  |  |
|                |                |                |                |                |                |  |  |              |              |              |              |              |              |  |  |               |               |               |               |               |               |  |  |                    |                |                |                |                |                |  |  |                |                |                |                |                |                |  |  |                 |                 |                 |                 |                 |                 |  |  |  |  |  |  |  |  |  |  |  |  |  |  |  |  |  |  |
|                |                |                |                |                |                |  |  |              |              |              |              |              |              |  |  |               |               |               |               |               |               |  |  | Chiêu Minh(2)      |                |                |                |                |                |  |  |                |                |                |                |                |                |  |  |                 |                 |                 |                 |                 |                 |  |  |  |  |  |  |  |  |  |  |  |  |  |  |  |  |  |  |
|                |                |                |                |                |                |  |  |              |              |              |              |              |              |  |  |               |               |               |               |               |               |  |  |                    |                |                |                |                |                |  |  |                |                |                |                |                |                |  |  |                 |                 |                 |                 |                 |                 |  |  |  |  |  |  |  |  |  |  |  |  |  |  |  |  |  |  |
|                |                |                |                |                |                |  |  |              |              |              |              |              |              |  |  |               |               |               |               |               |               |  |  | Tướng Thổ(3)       |                |                |                |                |                |  |  |                |                |                |                |                |                |  |  |                 |                 |                 |                 |                 |                 |  |  |  |  |  |  |  |  |  |  |  |  |  |  |  |  |  |  |
|                |                |                |                |                |                |  |  |              |              |              |              |              |              |  |  |               |               |               |               |               |               |  |  |                    |                |                |                |                |                |  |  |                |                |                |                |                |                |  |  |                 |                 |                 |                 |                 |                 |  |  |  |  |  |  |  |  |  |  |  |  |  |  |  |  |  |  |
|                |                |                |                |                |                |  |  |              |              |              |              |              |              |  |  |               |               |               |               |               |               |  |  | Xương Nhược(4)     |                |                |                |                |                |  |  |                |                |                |                |                |                |  |  |                 |                 |                 |                 |                 |                 |  |  |  |  |  |  |  |  |  |  |  |  |  |  |  |  |  |  |
|                |                |                |                |                |                |  |  |              |              |              |              |              |              |  |  |               |               |               |               |               |               |  |  |                    |                |                |                |                |                |  |  |                |                |                |                |                |                |  |  |                 |                 |                 |                 |                 |                 |  |  |  |  |  |  |  |  |  |  |  |  |  |  |  |  |  |  |
|                |                |                |                |                |                |  |  |              |              |              |              |              |              |  |  |               |               |               |               |               |               |  |  | Tào Ngữ(5)         |                |                |                |                |                |  |  |                |                |                |                |                |                |  |  |                 |                 |                 |                 |                 |                 |  |  |  |  |  |  |  |  |  |  |  |  |  |  |  |  |  |  |
|                |                |                |                |                |                |  |  |              |              |              |              |              |              |  |  |               |               |               |               |               |               |  |  |                    |                |                |                |                |                |  |  |                |                |                |                |                |                |  |  |                 |                 |                 |                 |                 |                 |  |  |  |  |  |  |  |  |  |  |  |  |  |  |  |  |  |  |
|                |                |                |                |                |                |  |  |              |              |              |              |              |              |  |  |               |               |               |               |               |               |  |  | Minh(6)            |                |                |                |                |                |  |  |                |                |                |                |                |                |  |  |                 |                 |                 |                 |                 |                 |  |  |  |  |  |  |  |  |  |  |  |  |  |  |  |  |  |  |
|                |                |                |                |                |                |  |  |              |              |              |              |              |              |  |  |               |               |               |               |               |               |  |  |                    |                |                |                |                |                |  |  |                |                |                |                |                |                |  |  |                 |                 |                 |                 |                 |                 |  |  |  |  |  |  |  |  |  |  |  |  |  |  |  |  |  |  |
|                |                |                |                |                |                |  |  |              |              |              |              |              |              |  |  |               |               |               |               |               |               |  |  |                    |                |                |                |                |                |  |  |                |                |                |                |                |                |  |  |                 |                 |                 |                 |                 |                 |  |  |  |  |  |  |  |  |  |  |  |  |  |  |  |  |  |  |
|                |                |                |                |                |                |  |  |              |              |              |              |              |              |  |  |               |               |               |               |               |               |  |  | Vương Hợi(7)       | Vương Hợi(7)   | Vương Hợi(7)   | Vương Hợi(7)   | Vương Hợi(7)   | Vương Hợi(7)   |  |  | Vương Hằng(8)  | Vương Hằng(8)  | Vương Hằng(8)  | Vương Hằng(8)  | Vương Hằng(8)  | Vương Hằng(8)  |  |  |                 |                 |                 |                 |                 |                 |  |  |  |  |  |  |  |  |  |  |  |  |  |  |  |  |  |  |
|                |                |                |                |                |                |  |  |              |              |              |              |              |              |  |  |               |               |               |               |               |               |  |  | Vương Hợi(7)       | Vương Hợi(7)   | Vương Hợi(7)   | Vương Hợi(7)   | Vương Hợi(7)   | Vương Hợi(7)   |  |  | Vương Hằng(8)  | Vương Hằng(8)  | Vương Hằng(8)  | Vương Hằng(8)  | Vương Hằng(8)  | Vương Hằng(8)  |  |  |                 |                 |                 |                 |                 |                 |  |  |  |  |  |  |  |  |  |  |  |  |  |  |  |  |  |  |
|                |                |                |                |                |                |  |  |              |              |              |              |              |              |  |  |               |               |               |               |               |               |  |  | Thượng Giáp Vi(9)  |                |                |                |                |                |  |  |                |                |                |                |                |                |  |  |                 |                 |                 |                 |                 |                 |  |  |  |  |  |  |  |  |  |  |  |  |  |  |  |  |  |  |
|                |                |                |                |                |                |  |  |              |              |              |              |              |              |  |  |               |               |               |               |               |               |  |  |                    |                |                |                |                |                |  |  |                |                |                |                |                |                |  |  |                 |                 |                 |                 |                 |                 |  |  |  |  |  |  |  |  |  |  |  |  |  |  |  |  |  |  |
|                |                |                |                |                |                |  |  |              |              |              |              |              |              |  |  |               |               |               |               |               |               |  |  | Báo Ất(10)         |                |                |                |                |                |  |  |                |                |                |                |                |                |  |  |                 |                 |                 |                 |                 |                 |  |  |  |  |  |  |  |  |  |  |  |  |  |  |  |  |  |  |
|                |                |                |                |                |                |  |  |              |              |              |              |              |              |  |  |               |               |               |               |               |               |  |  |                    |                |                |                |                |                |  |  |                |                |                |                |                |                |  |  |                 |                 |                 |                 |                 |                 |  |  |  |  |  |  |  |  |  |  |  |  |  |  |  |  |  |  |
|                |                |                |                |                |                |  |  |              |              |              |              |              |              |  |  |               |               |               |               |               |               |  |  | Báo Bính(11)       |                |                |                |                |                |  |  |                |                |                |                |                |                |  |  |                 |                 |                 |                 |                 |                 |  |  |  |  |  |  |  |  |  |  |  |  |  |  |  |  |  |  |
|                |                |                |                |                |                |  |  |              |              |              |              |              |              |  |  |               |               |               |               |               |               |  |  |                    |                |                |                |                |                |  |  |                |                |                |                |                |                |  |  |                 |                 |                 |                 |                 |                 |  |  |  |  |  |  |  |  |  |  |  |  |  |  |  |  |  |  |
|                |                |                |                |                |                |  |  |              |              |              |              |              |              |  |  |               |               |               |               |               |               |  |  | Báo Đinh(12)       |                |                |                |                |                |  |  |                |                |                |                |                |                |  |  |                 |                 |                 |                 |                 |                 |  |  |  |  |  |  |  |  |  |  |  |  |  |  |  |  |  |  |
|                |                |                |                |                |                |  |  |              |              |              |              |              |              |  |  |               |               |               |               |               |               |  |  |                    |                |                |                |                |                |  |  |                |                |                |                |                |                |  |  |                 |                 |                 |                 |                 |                 |  |  |  |  |  |  |  |  |  |  |  |  |  |  |  |  |  |  |
|                |                |                |                |                |                |  |  |              |              |              |              |              |              |  |  |               |               |               |               |               |               |  |  | Kì Nhâm(13)        |                |                |                |                |                |  |  |                |                |                |                |                |                |  |  |                 |                 |                 |                 |                 |                 |  |  |  |  |  |  |  |  |  |  |  |  |  |  |  |  |  |  |
|                |                |                |                |                |                |  |  |              |              |              |              |              |              |  |  |               |               |               |               |               |               |  |  |                    |                |                |                |                |                |  |  |                |                |                |                |                |                |  |  |                 |                 |                 |                 |                 |                 |  |  |  |  |  |  |  |  |  |  |  |  |  |  |  |  |  |  |
|                |                |                |                |                |                |  |  |              |              |              |              |              |              |  |  |               |               |               |               |               |               |  |  | Kì Quý(14)         |                |                |                |                |                |  |  |                |                |                |                |                |                |  |  |                 |                 |                 |                 |                 |                 |  |  |  |  |  |  |  |  |  |  |  |  |  |  |  |  |  |  |
|                |                |                |                |                |                |  |  |              |              |              |              |              |              |  |  |               |               |               |               |               |               |  |  |                    |                |                |                |                |                |  |  |                |                |                |                |                |                |  |  |                 |                 |                 |                 |                 |                 |  |  |  |  |  |  |  |  |  |  |  |  |  |  |  |  |  |  |
|                |                |                |                |                |                |  |  |              |              |              |              |              |              |  |  |               |               |               |               |               |               |  |  | (1)Thành Thang(15) |                |                |                |                |                |  |  |                |                |                |                |                |                |  |  |                 |                 |                 |                 |                 |                 |  |  |  |  |  |  |  |  |  |  |  |  |  |  |  |  |  |  |
|                |                |                |                |                |                |  |  |              |              |              |              |              |              |  |  |               |               |               |               |               |               |  |  |                    |                |                |                |                |                |  |  |                |                |                |                |                |                |  |  |                 |                 |                 |                 |                 |                 |  |  |  |  |  |  |  |  |  |  |  |  |  |  |  |  |  |  |
|                |                |                |                |                |                |  |  |              |              |              |              |              |              |  |  |               |               |               |               |               |               |  |  |                    |                |                |                |                |                |  |  |                |                |                |                |                |                |  |  |                 |                 |                 |                 |                 |                 |  |  |  |  |  |  |  |  |  |  |  |  |  |  |  |  |  |  |
|                |                |                |                |                |                |  |  |              |              |              |              |              |              |  |  |               |               |               |               |               |               |  |  | Đại Đinh           | Đại Đinh       | Đại Đinh       | Đại Đinh       | Đại Đinh       | Đại Đinh       |  |  | (2)Ngoại Bính  | (2)Ngoại Bính  | (2)Ngoại Bính  | (2)Ngoại Bính  | (2)Ngoại Bính  | (2)Ngoại Bính  |  |  | (3)Trọng Nhâm   | (3)Trọng Nhâm   | (3)Trọng Nhâm   | (3)Trọng Nhâm   | (3)Trọng Nhâm   | (3)Trọng Nhâm   |  |  |  |  |  |  |  |  |  |  |  |  |  |  |  |  |  |  |
|                |                |                |                |                |                |  |  |              |              |              |              |              |              |  |  |               |               |               |               |               |               |  |  | Đại Đinh           | Đại Đinh       | Đại Đinh       | Đại Đinh       | Đại Đinh       | Đại Đinh       |  |  | (2)Ngoại Bính  | (2)Ngoại Bính  | (2)Ngoại Bính  | (2)Ngoại Bính  | (2)Ngoại Bính  | (2)Ngoại Bính  |  |  | (3)Trọng Nhâm   | (3)Trọng Nhâm   | (3)Trọng Nhâm   | (3)Trọng Nhâm   | (3)Trọng Nhâm   | (3)Trọng Nhâm   |  |  |  |  |  |  |  |  |  |  |  |  |  |  |  |  |  |  |
|                |                |                |                |                |                |  |  |              |              |              |              |              |              |  |  |               |               |               |               |               |               |  |  | (4)Thái Giáp       |                |                |                |                |                |  |  |                |                |                |                |                |                |  |  |                 |                 |                 |                 |                 |                 |  |  |  |  |  |  |  |  |  |  |  |  |  |  |  |  |  |  |
|                |                |                |                |                |                |  |  |              |              |              |              |              |              |  |  |               |               |               |               |               |               |  |  |                    |                |                |                |                |                |  |  |                |                |                |                |                |                |  |  |                 |                 |                 |                 |                 |                 |  |  |  |  |  |  |  |  |  |  |  |  |  |  |  |  |  |  |
|                |                |                |                |                |                |  |  |              |              |              |              |              |              |  |  |               |               |               |               |               |               |  |  |                    |                |                |                |                |                |  |  |                |                |                |                |                |                |  |  |                 |                 |                 |                 |                 |                 |  |  |  |  |  |  |  |  |  |  |  |  |  |  |  |  |  |  |
|                |                |                |                |                |                |  |  |              |              |              |              |              |              |  |  | (5)Ốc Đinh    | (5)Ốc Đinh    | (5)Ốc Đinh    | (5)Ốc Đinh    | (5)Ốc Đinh    | (5)Ốc Đinh    |  |  | (6)Thái Canh       | (6)Thái Canh   | (6)Thái Canh   | (6)Thái Canh   | (6)Thái Canh   | (6)Thái Canh   |  |  |                |                |                |                |                |                |  |  |                 |                 |                 |                 |                 |                 |  |  |  |  |  |  |  |  |  |  |  |  |  |  |  |  |  |  |
|                |                |                |                |                |                |  |  |              |              |              |              |              |              |  |  | (5)Ốc Đinh    | (5)Ốc Đinh    | (5)Ốc Đinh    | (5)Ốc Đinh    | (5)Ốc Đinh    | (5)Ốc Đinh    |  |  | (6)Thái Canh       | (6)Thái Canh   | (6)Thái Canh   | (6)Thái Canh   | (6)Thái Canh   | (6)Thái Canh   |  |  |                |                |                |                |                |                |  |  |                 |                 |                 |                 |                 |                 |  |  |  |  |  |  |  |  |  |  |  |  |  |  |  |  |  |  |
|                |                |                |                |                |                |  |  |              |              |              |              |              |              |  |  |               |               |               |               |               |               |  |  |                    |                |                |                |                |                |  |  |                |                |                |                |                |                |  |  |                 |                 |                 |                 |                 |                 |  |  |  |  |  |  |  |  |  |  |  |  |  |  |  |  |  |  |
|                |                |                |                |                |                |  |  |              |              |              |              |              |              |  |  | (7)Tiểu Giáp  | (7)Tiểu Giáp  | (7)Tiểu Giáp  | (7)Tiểu Giáp  | (7)Tiểu Giáp  | (7)Tiểu Giáp  |  |  | (8)Thái Mậu        | (8)Thái Mậu    | (8)Thái Mậu    | (8)Thái Mậu    | (8)Thái Mậu    | (8)Thái Mậu    |  |  | (9)Ung Kỷ      | (9)Ung Kỷ      | (9)Ung Kỷ      | (9)Ung Kỷ      | (9)Ung Kỷ      | (9)Ung Kỷ      |  |  |                 |                 |                 |                 |                 |                 |  |  |  |  |  |  |  |  |  |  |  |  |  |  |  |  |  |  |
|                |                |                |                |                |                |  |  |              |              |              |              |              |              |  |  | (7)Tiểu Giáp  | (7)Tiểu Giáp  | (7)Tiểu Giáp  | (7)Tiểu Giáp  | (7)Tiểu Giáp  | (7)Tiểu Giáp  |  |  | (8)Thái Mậu        | (8)Thái Mậu    | (8)Thái Mậu    | (8)Thái Mậu    | (8)Thái Mậu    | (8)Thái Mậu    |  |  | (9)Ung Kỷ      | (9)Ung Kỷ      | (9)Ung Kỷ      | (9)Ung Kỷ      | (9)Ung Kỷ      | (9)Ung Kỷ      |  |  |                 |                 |                 |                 |                 |                 |  |  |  |  |  |  |  |  |  |  |  |  |  |  |  |  |  |  |
|                |                |                |                |                |                |  |  |              |              |              |              |              |              |  |  |               |               |               |               |               |               |  |  |                    |                |                |                |                |                |  |  |                |                |                |                |                |                |  |  |                 |                 |                 |                 |                 |                 |  |  |  |  |  |  |  |  |  |  |  |  |  |  |  |  |  |  |
|                |                |                |                |                |                |  |  |              |              |              |              |              |              |  |  |               |               |               |               |               |               |  |  | (10)Trọng Đinh     | (10)Trọng Đinh | (10)Trọng Đinh | (10)Trọng Đinh | (10)Trọng Đinh | (10)Trọng Đinh |  |  | (11)Ngoại Nhâm | (11)Ngoại Nhâm | (11)Ngoại Nhâm | (11)Ngoại Nhâm | (11)Ngoại Nhâm | (11)Ngoại Nhâm |  |  | (12)Hà Đản Giáp | (12)Hà Đản Giáp | (12)Hà Đản Giáp | (12)Hà Đản Giáp | (12)Hà Đản Giáp | (12)Hà Đản Giáp |  |  |  |  |  |  |  |  |  |  |  |  |  |  |  |  |  |  |
|                |                |                |                |                |                |  |  |              |              |              |              |              |              |  |  |               |               |               |               |               |               |  |  | (10)Trọng Đinh     | (10)Trọng Đinh | (10)Trọng Đinh | (10)Trọng Đinh | (10)Trọng Đinh | (10)Trọng Đinh |  |  | (11)Ngoại Nhâm | (11)Ngoại Nhâm | (11)Ngoại Nhâm | (11)Ngoại Nhâm | (11)Ngoại Nhâm | (11)Ngoại Nhâm |  |  | (12)Hà Đản Giáp | (12)Hà Đản Giáp | (12)Hà Đản Giáp | (12)Hà Đản Giáp | (12)Hà Đản Giáp | (12)Hà Đản Giáp |  |  |  |  |  |  |  |  |  |  |  |  |  |  |  |  |  |  |
|                |                |                |                |                |                |  |  |              |              |              |              |              |              |  |  |               |               |               |               |               |               |  |  | (13)Tổ Ất          |                |                |                |                |                |  |  |                |                |                |                |                |                |  |  |                 |                 |                 |                 |                 |                 |  |  |  |  |  |  |  |  |  |  |  |  |  |  |  |  |  |  |
|                |                |                |                |                |                |  |  |              |              |              |              |              |              |  |  |               |               |               |               |               |               |  |  |                    |                |                |                |                |                |  |  |                |                |                |                |                |                |  |  |                 |                 |                 |                 |                 |                 |  |  |  |  |  |  |  |  |  |  |  |  |  |  |  |  |  |  |
|                |                |                |                |                |                |  |  |              |              |              |              |              |              |  |  |               |               |               |               |               |               |  |  |                    |                |                |                |                |                |  |  |                |                |                |                |                |                |  |  |                 |                 |                 |                 |                 |                 |  |  |  |  |  |  |  |  |  |  |  |  |  |  |  |  |  |  |
|                |                |                |                |                |                |  |  |              |              |              |              |              |              |  |  |               |               |               |               |               |               |  |  | (14)Tổ Tân         | (14)Tổ Tân     | (14)Tổ Tân     | (14)Tổ Tân     | (14)Tổ Tân     | (14)Tổ Tân     |  |  | (15)Ốc Giáp    | (15)Ốc Giáp    | (15)Ốc Giáp    | (15)Ốc Giáp    | (15)Ốc Giáp    | (15)Ốc Giáp    |  |  |                 |                 |                 |                 |                 |                 |  |  |  |  |  |  |  |  |  |  |  |  |  |  |  |  |  |  |
|                |                |                |                |                |                |  |  |              |              |              |              |              |              |  |  |               |               |               |               |               |               |  |  | (14)Tổ Tân         | (14)Tổ Tân     | (14)Tổ Tân     | (14)Tổ Tân     | (14)Tổ Tân     | (14)Tổ Tân     |  |  | (15)Ốc Giáp    | (15)Ốc Giáp    | (15)Ốc Giáp    | (15)Ốc Giáp    | (15)Ốc Giáp    | (15)Ốc Giáp    |  |  |                 |                 |                 |                 |                 |                 |  |  |  |  |  |  |  |  |  |  |  |  |  |  |  |  |  |  |
|                |                |                |                |                |                |  |  |              |              |              |              |              |              |  |  |               |               |               |               |               |               |  |  | (16)Tổ Đinh        | (16)Tổ Đinh    | (16)Tổ Đinh    | (16)Tổ Đinh    | (16)Tổ Đinh    | (16)Tổ Đinh    |  |  | (17)Nam Canh   | (17)Nam Canh   | (17)Nam Canh   | (17)Nam Canh   | (17)Nam Canh   | (17)Nam Canh   |  |  |                 |                 |                 |                 |                 |                 |  |  |  |  |  |  |  |  |  |  |  |  |  |  |  |  |  |  |
|                |                |                |                |                |                |  |  |              |              |              |              |              |              |  |  |               |               |               |               |               |               |  |  | (16)Tổ Đinh        | (16)Tổ Đinh    | (16)Tổ Đinh    | (16)Tổ Đinh    | (16)Tổ Đinh    | (16)Tổ Đinh    |  |  | (17)Nam Canh   | (17)Nam Canh   | (17)Nam Canh   | (17)Nam Canh   | (17)Nam Canh   | (17)Nam Canh   |  |  |                 |                 |                 |                 |                 |                 |  |  |  |  |  |  |  |  |  |  |  |  |  |  |  |  |  |  |
|                |                |                |                |                |                |  |  |              |              |              |              |              |              |  |  |               |               |               |               |               |               |  |  |                    |                |                |                |                |                |  |  |                |                |                |                |                |                |  |  |                 |                 |                 |                 |                 |                 |  |  |  |  |  |  |  |  |  |  |  |  |  |  |  |  |  |  |
| (18)Dương Giáp | (18)Dương Giáp | (18)Dương Giáp | (18)Dương Giáp | (18)Dương Giáp | (18)Dương Giáp |  |  | (19)Bàn Canh | (19)Bàn Canh | (19)Bàn Canh | (19)Bàn Canh | (19)Bàn Canh | (19)Bàn Canh |  |  | (20)Tiểu Tân  | (20)Tiểu Tân  | (20)Tiểu Tân  | (20)Tiểu Tân  | (20)Tiểu Tân  | (20)Tiểu Tân  |  |  | (21)Tiểu Ất        | (21)Tiểu Ất    | (21)Tiểu Ất    | (21)Tiểu Ất    | (21)Tiểu Ất    | (21)Tiểu Ất    |  |  |                |                |                |                |                |                |  |  |                 |                 |                 |                 |                 |                 |  |  |  |  |  |  |  |  |  |  |  |  |  |  |  |  |  |  |
| (18)Dương Giáp | (18)Dương Giáp | (18)Dương Giáp | (18)Dương Giáp | (18)Dương Giáp | (18)Dương Giáp |  |  | (19)Bàn Canh | (19)Bàn Canh | (19)Bàn Canh | (19)Bàn Canh | (19)Bàn Canh | (19)Bàn Canh |  |  | (20)Tiểu Tân  | (20)Tiểu Tân  | (20)Tiểu Tân  | (20)Tiểu Tân  | (20)Tiểu Tân  | (20)Tiểu Tân  |  |  | (21)Tiểu Ất        | (21)Tiểu Ất    | (21)Tiểu Ất    | (21)Tiểu Ất    | (21)Tiểu Ất    | (21)Tiểu Ất    |  |  |                |                |                |                |                |                |  |  |                 |                 |                 |                 |                 |                 |  |  |  |  |  |  |  |  |  |  |  |  |  |  |  |  |  |  |
|                |                |                |                |                |                |  |  |              |              |              |              |              |              |  |  |               |               |               |               |               |               |  |  | (22)Vũ Đinh        |                |                |                |                |                |  |  |                |                |                |                |                |                |  |  |                 |                 |                 |                 |                 |                 |  |  |  |  |  |  |  |  |  |  |  |  |  |  |  |  |  |  |
|                |                |                |                |                |                |  |  |              |              |              |              |              |              |  |  |               |               |               |               |               |               |  |  |                    |                |                |                |                |                |  |  |                |                |                |                |                |                |  |  |                 |                 |                 |                 |                 |                 |  |  |  |  |  |  |  |  |  |  |  |  |  |  |  |  |  |  |
|                |                |                |                |                |                |  |  |              |              |              |              |              |              |  |  |               |               |               |               |               |               |  |  |                    |                |                |                |                |                |  |  |                |                |                |                |                |                |  |  |                 |                 |                 |                 |                 |                 |  |  |  |  |  |  |  |  |  |  |  |  |  |  |  |  |  |  |
|                |                |                |                |                |                |  |  | Tổ Kỉ        | Tổ Kỉ        | Tổ Kỉ        | Tổ Kỉ        | Tổ Kỉ        | Tổ Kỉ        |  |  | (23)Tổ Canh   | (23)Tổ Canh   | (23)Tổ Canh   | (23)Tổ Canh   | (23)Tổ Canh   | (23)Tổ Canh   |  |  | (24)Tổ Giáp        | (24)Tổ Giáp    | (24)Tổ Giáp    | (24)Tổ Giáp    | (24)Tổ Giáp    | (24)Tổ Giáp    |  |  |                |                |                |                |                |                |  |  |                 |                 |                 |                 |                 |                 |  |  |  |  |  |  |  |  |  |  |  |  |  |  |  |  |  |  |
|                |                |                |                |                |                |  |  | Tổ Kỉ        | Tổ Kỉ        | Tổ Kỉ        | Tổ Kỉ        | Tổ Kỉ        | Tổ Kỉ        |  |  | (23)Tổ Canh   | (23)Tổ Canh   | (23)Tổ Canh   | (23)Tổ Canh   | (23)Tổ Canh   | (23)Tổ Canh   |  |  | (24)Tổ Giáp        | (24)Tổ Giáp    | (24)Tổ Giáp    | (24)Tổ Giáp    | (24)Tổ Giáp    | (24)Tổ Giáp    |  |  |                |                |                |                |                |                |  |  |                 |                 |                 |                 |                 |                 |  |  |  |  |  |  |  |  |  |  |  |  |  |  |  |  |  |  |
|                |                |                |                |                |                |  |  |              |              |              |              |              |              |  |  |               |               |               |               |               |               |  |  |                    |                |                |                |                |                |  |  |                |                |                |                |                |                |  |  |                 |                 |                 |                 |                 |                 |  |  |  |  |  |  |  |  |  |  |  |  |  |  |  |  |  |  |
|                |                |                |                |                |                |  |  |              |              |              |              |              |              |  |  | (25)Lẫm Tân   | (25)Lẫm Tân   | (25)Lẫm Tân   | (25)Lẫm Tân   | (25)Lẫm Tân   | (25)Lẫm Tân   |  |  | (26)Canh Đinh      | (26)Canh Đinh  | (26)Canh Đinh  | (26)Canh Đinh  | (26)Canh Đinh  | (26)Canh Đinh  |  |  |                |                |                |                |                |                |  |  |                 |                 |                 |                 |                 |                 |  |  |  |  |  |  |  |  |  |  |  |  |  |  |  |  |  |  |
|                |                |                |                |                |                |  |  |              |              |              |              |              |              |  |  | (25)Lẫm Tân   | (25)Lẫm Tân   | (25)Lẫm Tân   | (25)Lẫm Tân   | (25)Lẫm Tân   | (25)Lẫm Tân   |  |  | (26)Canh Đinh      | (26)Canh Đinh  | (26)Canh Đinh  | (26)Canh Đinh  | (26)Canh Đinh  | (26)Canh Đinh  |  |  |                |                |                |                |                |                |  |  |                 |                 |                 |                 |                 |                 |  |  |  |  |  |  |  |  |  |  |  |  |  |  |  |  |  |  |
|                |                |                |                |                |                |  |  |              |              |              |              |              |              |  |  |               |               |               |               |               |               |  |  | (27)Vũ Ất          |                |                |                |                |                |  |  |                |                |                |                |                |                |  |  |                 |                 |                 |                 |                 |                 |  |  |  |  |  |  |  |  |  |  |  |  |  |  |  |  |  |  |
|                |                |                |                |                |                |  |  |              |              |              |              |              |              |  |  |               |               |               |               |               |               |  |  |                    |                |                |                |                |                |  |  |                |                |                |                |                |                |  |  |                 |                 |                 |                 |                 |                 |  |  |  |  |  |  |  |  |  |  |  |  |  |  |  |  |  |  |
|                |                |                |                |                |                |  |  |              |              |              |              |              |              |  |  |               |               |               |               |               |               |  |  | (28)Thái Đinh      |                |                |                |                |                |  |  |                |                |                |                |                |                |  |  |                 |                 |                 |                 |                 |                 |  |  |  |  |  |  |  |  |  |  |  |  |  |  |  |  |  |  |
|                |                |                |                |                |                |  |  |              |              |              |              |              |              |  |  |               |               |               |               |               |               |  |  |                    |                |                |                |                |                |  |  |                |                |                |                |                |                |  |  |                 |                 |                 |                 |                 |                 |  |  |  |  |  |  |  |  |  |  |  |  |  |  |  |  |  |  |
|                |                |                |                |                |                |  |  |              |              |              |              |              |              |  |  |               |               |               |               |               |               |  |  | (29)Đế Ất Tỷ Can   |                |                |                |                |                |  |  |                |                |                |                |                |                |  |  |                 |                 |                 |                 |                 |                 |  |  |  |  |  |  |  |  |  |  |  |  |  |  |  |  |  |  |
|                |                |                |                |                |                |  |  |              |              |              |              |              |              |  |  |               |               |               |               |               |               |  |  |                    |                |                |                |                |                |  |  |                |                |                |                |                |                |  |  |                 |                 |                 |                 |                 |                 |  |  |  |  |  |  |  |  |  |  |  |  |  |  |  |  |  |  |
|                |                |                |                |                |                |  |  |              |              |              |              |              |              |  |  |               |               |               |               |               |               |  |  |                    |                |                |                |                |                |  |  |                |                |                |                |                |                |  |  |                 |                 |                 |                 |                 |                 |  |  |  |  |  |  |  |  |  |  |  |  |  |  |  |  |  |  |
|                |                |                |                |                |                |  |  | Vi Tử Khải   | Vi Tử Khải   | Vi Tử Khải   | Vi Tử Khải   | Vi Tử Khải   | Vi Tử Khải   |  |  | Vi Trọng Diễn | Vi Trọng Diễn | Vi Trọng Diễn | Vi Trọng Diễn | Vi Trọng Diễn | Vi Trọng Diễn |  |  | (30)Trụ            | (30)Trụ        | (30)Trụ        | (30)Trụ        | (30)Trụ        | (30)Trụ        |  |  |                |                |                |                |                |                |  |  |                 |                 |                 |                 |                 |                 |  |  |  |  |  |  |  |  |  |  |  |  |  |  |  |  |  |  |
|                |                |                |                |                |                |  |  | Vi Tử Khải   | Vi Tử Khải   | Vi Tử Khải   | Vi Tử Khải   | Vi Tử Khải   | Vi Tử Khải   |  |  | Vi Trọng Diễn | Vi Trọng Diễn | Vi Trọng Diễn | Vi Trọng Diễn | Vi Trọng Diễn | Vi Trọng Diễn |  |  | (30)Trụ            | (30)Trụ        | (30)Trụ        | (30)Trụ        | (30)Trụ        | (30)Trụ        |  |  |                |                |                |                |                |                |  |  |                 |                 |                 |                 |                 |                 |  |  |  |  |  |  |  |  |  |  |  |  |  |  |  |  |  |  |
|                |                |                |                |                |                |  |  |              |              |              |              |              |              |  |  |               |               |               |               |               |               |  |  | Vũ Canh            |                |                |                |                |                |  |  |                |                |                |                |                |                |  |  |                 |                 |                 |                 |                 |                 |  |  |  |  |  |  |  |  |  |  |  |  |  |  |  |  |  |  |

## Danh sách thủ lĩnh nhà Thương
1. Tiết (契, con của Đế Cốc Cao Tân thị với bà thứ phi Giản Địch, được vua Thuấn phong ở đất Thương)
2. Chiêu Minh (昭明, con Tiết)
3. Tướng Thổ (相土, con Chiêu Minh)
4. Xương Nhược (昌若, con Tướng Thổ)
5. Tào Ngữ (曹圉, con Xương Nhược)
6. Minh (冥, con Tào Ngữ)
7. Vương Hợi (王亥, con Minh)
8. Vương Hằng (王恆, em Vương Hợi)
9. Thượng Giáp Vi (上甲微, con Vương Hợi)
10. Báo Ất (報乙, con Thượng Giáp Vi)
11. Báo Bính (報丙, con Báo Ất)
12. Báo Đinh (報丁, con Báo Bính)
13. Chủ Nhâm (主壬, con Báo Đinh)
14. Chủ Quý (主癸, con Chủ Nhâm)
15. Lý (履, con Chủ Quý - làm vua nước Thương được 17 năm thì khởi binh diệt Hạ rồi được chư hầu tôn làm Thiên Tử, theo văn tự Giáp cốt còn gọi là Cao Tổ Ất, chính là vua Thành Thang)